# Fakahina
Fakahina is een atol in de eilandengroep van de Tuamotuarchipel (Frans-Polynesië). Het atol is bestuurlijk verbonden met het atol Fangatau. In 2017 woonden er 135 mensen, voornamelijk in het dorp Tarione in het westen.

## Geografie
Fakahina ligt 73 km ten oosten van het atol Fangatau en 980 km ten noordoosten van Tahiti. Het is ovaalvormig, met een lengte van 8,5 km en een breedte van 5 km. Het landoppervlak bedraagt 8 km². Er is een lagune met oppervlakte van 20 km², zonder natuurlijke, bevaarbare doorgang naar zee. Het dorp Tarione is door een betonnen loswal direct met de oceaan verbonden. Ook is er schuilgelegenheid tegen overstromingen door een tropische cycloon. Het eiland is bijna één relatief groot motu, rijkelijk beplant met kokospalmen. Het regelmatige patroon van deze aanplantingen is met Google Earth goed te zien.
Het atol ontstond rond de top van een vulkaan die 43,4 tot 44,2 miljoen jaar geleden 1845 meter van de zeebodem oprees. 

## Geschiedenis
Fakahina werd voor het eerst door de Baltisch/Duitse ontdekkingsreiziger Otto von Kotzebue  waargenomen op 2 maart 1824. Rond 1850 werd het eiland Frans territorium en kwamen er missionarissen.  Eind 19de eeuw werd in het zuidelijk gelegen dorp Hokikakika de Saint-Nicolaskerk gebouwd en als parochie opgenomen binnen het bisdom Papeete.

## Economie
In 1985 kreeg het eiland een start- en landingsbaan van 850 meter lengte. Volgens cijfers uit 2019 worden jaarlijks 500 passagiers vervoerd en zijn er gemiddeld 100 vluchten. Het maken van kopra is een belangrijke economische activiteit. Het zoutgehalte in de lagune is te hoog voor de kweek van pareloesters en voor toerisme ontbreekt infrastructuur.

## Ecologie
Er komen 33 vogelsoorten voor waaronder zeven soorten van de Rode Lijst van de IUCN waaronder de hendersonstormvogel (Pterodroma atrata) en het  witkeelstormvogeltje (Nesofregetta fuliginosa).